# Matthäus Fuchs
Matthäus Fuchs (* 1830 in Lohr a.Main; † 1915 in Würzburg) war ein deutscher Verwaltungsbeamter.

## Werdegang
Fuchs war von 1879 bis 1897 Bezirksamtmann des Bezirksamts Alzenau. Als Vorsitzender des Freigerichter Bundes war er 1883 einer der Gründer des Verbandes Deutscher Gebirgs- und Wandervereine. Seine Gattin Barbara war Vorsitzende des Alzenauer Zweigvereins des Bayerischen Frauenvereins.
Als er im Alter von 67 Jahren nicht in Pension gehen wollte, sammelte der unterfränkische Regierungspräsident Graf von Luxburg angebliche Nachlässigkeiten in der Amtsführung, um Fuchs zwangspensionieren zu können. Schließlich unterzeichnete Prinzregent Luitpold am 14. Oktober 1897 die Urkunde, mit der Fuchs in den Ruhestand versetzt wurde. Er zog danach aus Alzenau fort.

## Ehrungen
- Ehrenbürger von Alzenau